# Hans Eworth

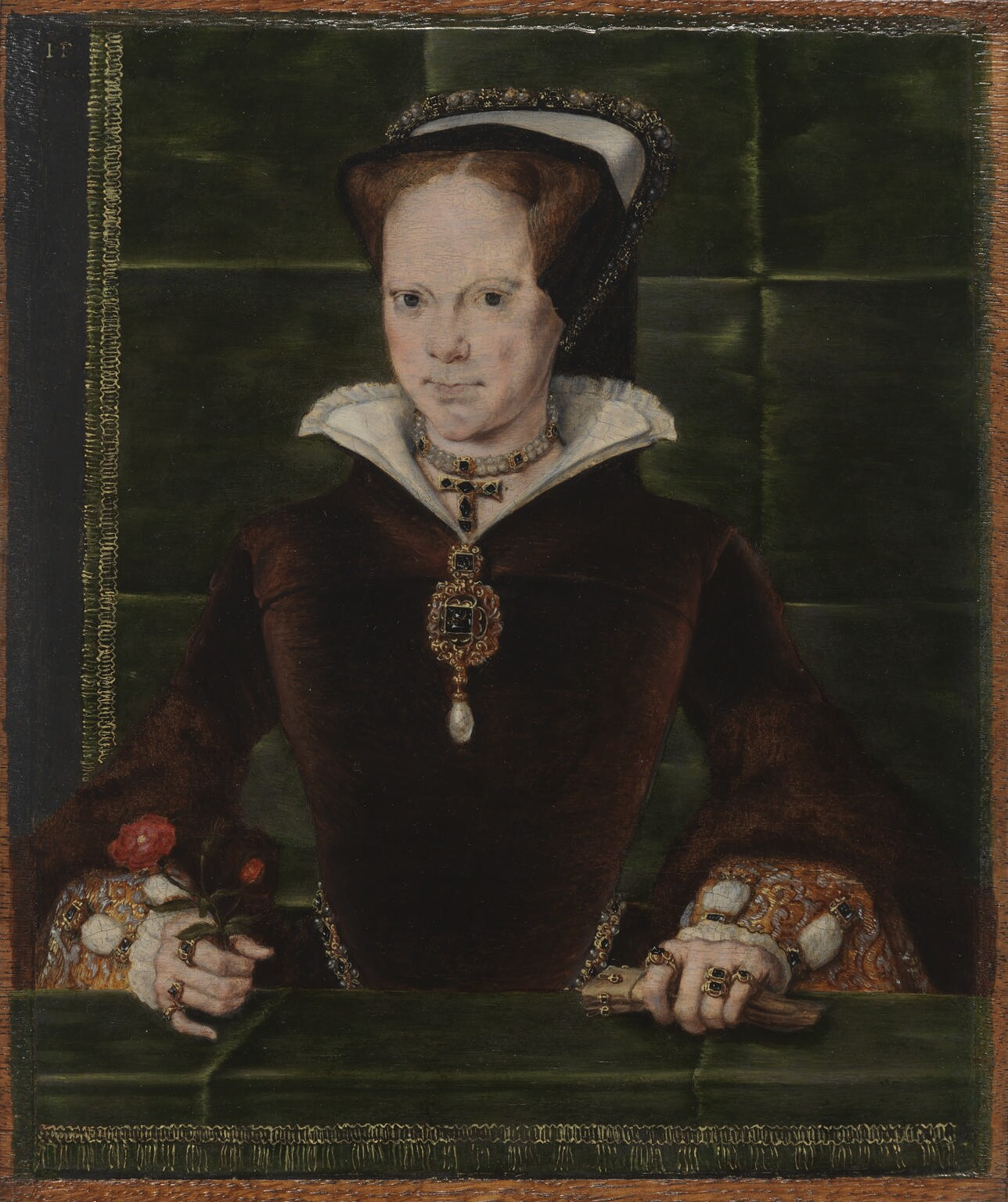
Marie I par Hans Eworth, 1554.

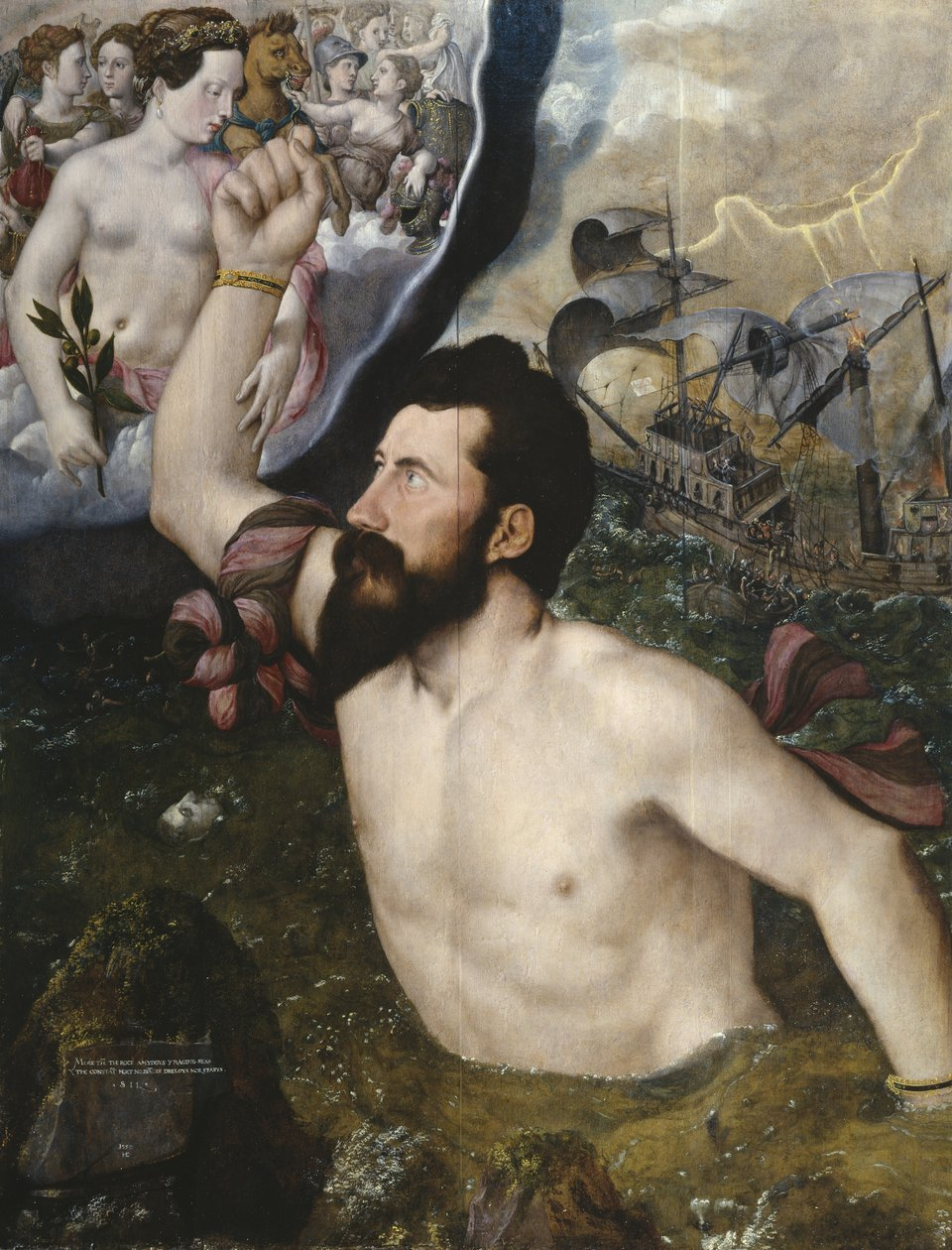
Portrait allégorique de Sir John Luttrell, 1550, huile sur panneau.

Hans Eworth (ou Ewouts) (vers 1520 – 1574) est un peintre flamand actif en Angleterre au milieu du XVIe siècle. Parmi d'autres flamands en exil, il a fait carrière à Londres sous les Tudor en peignant autant des sujets allégoriques que des portraits de la gentry et de la noblesse anglaise. On lui attribue actuellement environ 40 peintures parmi lesquelles les portraits des souveraines Marie Ire et d'Élisabeth Ire. Eworth exécuta également certaines commandes pour l'Office of the Revels d'Élisabeth dans les années 1570.

## Biographie
On ne connait rien de la jeunesse ou de l'apprentissage d'Hans Eworth. « Jan Euworts » est inscrit dans les registres de la guilde de Saint-Luc d'Anvers en 1540. « Jan et Nicolas Ewouts, peintre et marchand » sont exilés d'Anvers pour hérésie en 1544, les historiens pensent généralement qu'il s'agit d'Hans Eworth. 

Dès 1545, Eworth réside à Londres, peu de temps après la mort d'Holbein. Il apparaît fréquemment dans les registres londoniens (sous différentes orthographes) à partir de 1549.

## Œuvres
Les premières œuvres d'Eworth conservées datent des environs de 1549 à 1550. Parmi elles figure le Portrait allégorique de John Luttrell avec la déesse Pax, commémorant les exploits militaires de Luttrell et le traité de Boulogne (ou traité d'Outreau, 24 mars 1550) qui apporta la paix entre l'Angleterre, l'Écosse et la France à la suite des longues guerres connues sous le nom de Rough Wooing. L'œuvre signée du monogramme « HE » a été donnée par Lord Lee of Farnham à l'Institut Courtauld en 1932.
La Tate Britain conserve un Portrait d'une dame inconnue, (v. 1565-1568, huile sur panneau de chêne, 100 × 62 cm), qui pourrait avoir été peint pour une jeune mariée.